# Guavebes
De guavebes, Myrciaria floribunda is een plant uit de mirtefamilie, Myrtaceae.
De guavabes is een bes die in het wild voorkomt in het Caraïbisch gebied en Midden-Amerika, maar waarschijnlijk in het heuvels van het midden van Sint Maarten het meest voorkomt. De bes moet niet worden verward met de guave.
De bessen zijn geel-oranje of donkerrood. Volgens de experts is er een subtiel verschil in smaak tussen de twee varianten. De bes kan rauw worden gegeten, maar heeft een zurige smaak. Het kan worden gebruikt om jam mee te maken, maar op Sint Maarten en de Deense Maagdeneilanden (nu: Amerikaanse Maagdeneilanden) ontdekte men dat de bes aan rum kan worden toegevoegd om een vruchtenlikeur te maken. In het Sint Maarten wordt de vruchtenlikeur verkocht door Guavaberry Emporium.